# Alv Kjøs

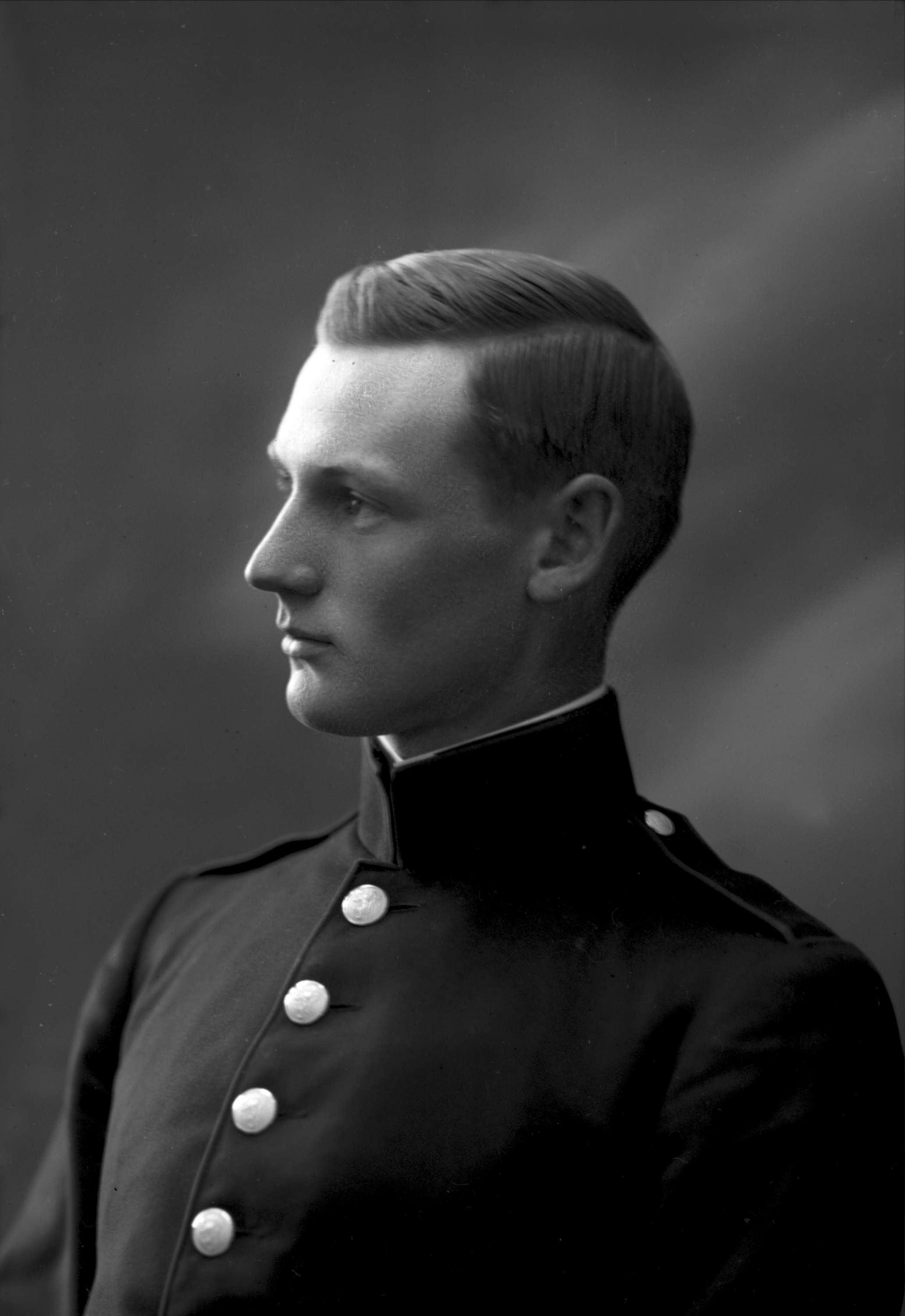
Alv Kjøs, 1915

Alv Kjøs (* 4. Juni 1894 in Løten, Hedmark; † 14. April 1990) war ein norwegischer Offizier und Politiker der konservativen Høyre sowie zwischen 1954 und 1962 deren Vorsitzender.

## Leben

### Landwirt, Offizier und Abgeordneter
Nach dem Schulbesuch war Kjøs als Landwirt tätig und besuchte 1917 die Kriegsschule, nach deren Abschluss er Offizier wurde. Neben seiner Tätigkeit als Landwirt war er weiterhin als Offizier tätig und wurde 1934 zum Hauptmann befördert sowie zum Kompaniechef ernannt.
1937 wurde er als Kandidat der Høyre erstmals zum Abgeordneten des Storting gewählt und vertrat in diesem bis 1965 die Provinz (Fylke) Hedmark.
Während des Zweiten Weltkrieges wurde er vor der Besetzung Norwegens durch die deutsche Wehrmacht 1940 zum Major befördert und diente als Chef eines Feldbataillons in Südnorwegen sowie als Kommandant in Harstad.
Im Laufe seiner langjährigen Parlamentszugehörigkeit war Kjøs von Dezember 1945 bis Januar 1950 Vizevorsitzender des Stortingausschusses für Landwirtschaft.
Nach Kriegsende erfolgte 1946 seine Beförderung zum Oberst und Ernennung zum Kommandeur des Infanterieregiments Nr. 5 in Ost-Oppland. Dieses Kommando hatte er bis 1954 inne.
Daneben wurde er im Januar 1950 Vorsitzender des Militärausschusses des Storting und bekleidete diese Funktion bis Januar 1958. Für seine langjährigen militärischen und politischen Verdienste wurde ihm 1953 das Ritterkreuz des St. Olavs Ordens verliehen.

### Parteivorsitzender und Präsident des Odelsting
1954 wurde er als Nachfolger von Carl Joachim Hambro als Vorsitzender der konservativen Høyre und übte dieses Amt acht Jahre bis zu seiner Ablösung durch Sjur Lindebrække 1962 aus. Zugleich war er von Januar 1954 bis Januar 1958 Vizevorsitzender der Fraktion der Høyre im Storting. Während dieser Zeit war er außerdem von Oktober bis Dezember 1954 sowie zwischen Januar und April 1955 Präsident Pro tempore des Odelsting, der größeren Kammer des Storting.
Zwischen Januar 1958 und September 1961 war er sowohl Präsident des Odelsting als auch Vizevorsitzender des Wahlausschusses des Storting. Des Weiteren war er zwischen Januar und Oktober 1958 auch Vorsitzender der Fraktion der Høyre im Storting.
Zuletzt war Kjøs von Oktober 1961 bis September 1965 Vizepräsident des Storting und wurde 1964 zum Kommandeur mit Stern des St. Olavs Ordens berufen.